# Franciszek Kandyd Nowakowski
Franciszek Kandyd Nowakowski (ur. 1813 w Poznaniu, zm. 1881) – polski pedagog, pisarz, publicysta, bibliotekarz i historyk. Syn Marcina i Joanny Kozłowskiej.
W Poznaniu ukończył Gimnazjum Marii i Magdaleny. Następnie kształcił się na uniwersytecie berlińskim, gdzie z jego inicjatywy powstało Koło Biblioteki i Czytelni Polskiej. Po ukończeniu studiów i zdobyciu w 1839 r. tytułu doktora filozofii powrócił do kraju i przez 15 lat pracował jako wychowawca dzieci w domu Franciszka Węgleńskiego. Od 1855 r. był wychowawcą i nauczycielem domowym w majątku hr. Branickich w Stawiszczach na Ukrainie.
Od roku 1866 aż do śmierci był kustoszem biblioteki Branickich w Suchej. Opracował m.in. zakupione przez Aleksandra Branickiego w 1851 r. zbiory Andrzeja E. Koźmiana, kolekcję graficzną kupioną w 1869 r. od J.I. Kraszewskiego oraz zakupioną w 1876 r. bibliotekę Karola Łaskiego.
Poza pracą bibliotekarza pełnił również szereg funkcji społecznych związanych z oświatą. Działał w Towarzystwie Pedagogicznym w Krakowie (od 1870 r.), w Zarządzie Przyjaciół Oświaty i jako członek protektor w Towarzystwie Bursy w Krakowie. Zasiadał również jako wiceprezes w radzie szkolnej okręgu Wadowickiego w Galicji.
Podczas wyprawy z Aleksandrem Branickim i Antonim St. Wagą do Nubii i Egiptu w latach 1863–1864 zajmował się gromadzeniem eksponatów archeologicznych i przyrodniczych. Z wyprawy tej przywiózł również szereg elementarzy i podręczników arabskich, perskich i hebrajskich, które stały się zalążkiem jego zbioru wydawnictw pedagogicznych, podręczników i elementarzy, liczącego ponad 1000 dzieł (w tym kolekcja 220 elementarzy z całego świata). Zbiory pedagogiczne po śmierci Nowakowskiego trafiły do Biblioteki Jagiellońskiej, a reszta jego księgozbioru została włączona do biblioteki Branickich.
Był autorem szeregu prac pedagogicznych, artykułów w prasie oraz publikacji Źródła do dziejów Polski. zebrane i wydane przez Franciszka K. Nowakowskiego (1841). Opublikował znalezione w Jerozolimie listy Jana III Sobieskiego i listy polskich pielgrzymów od XV wieku.